# Bivax

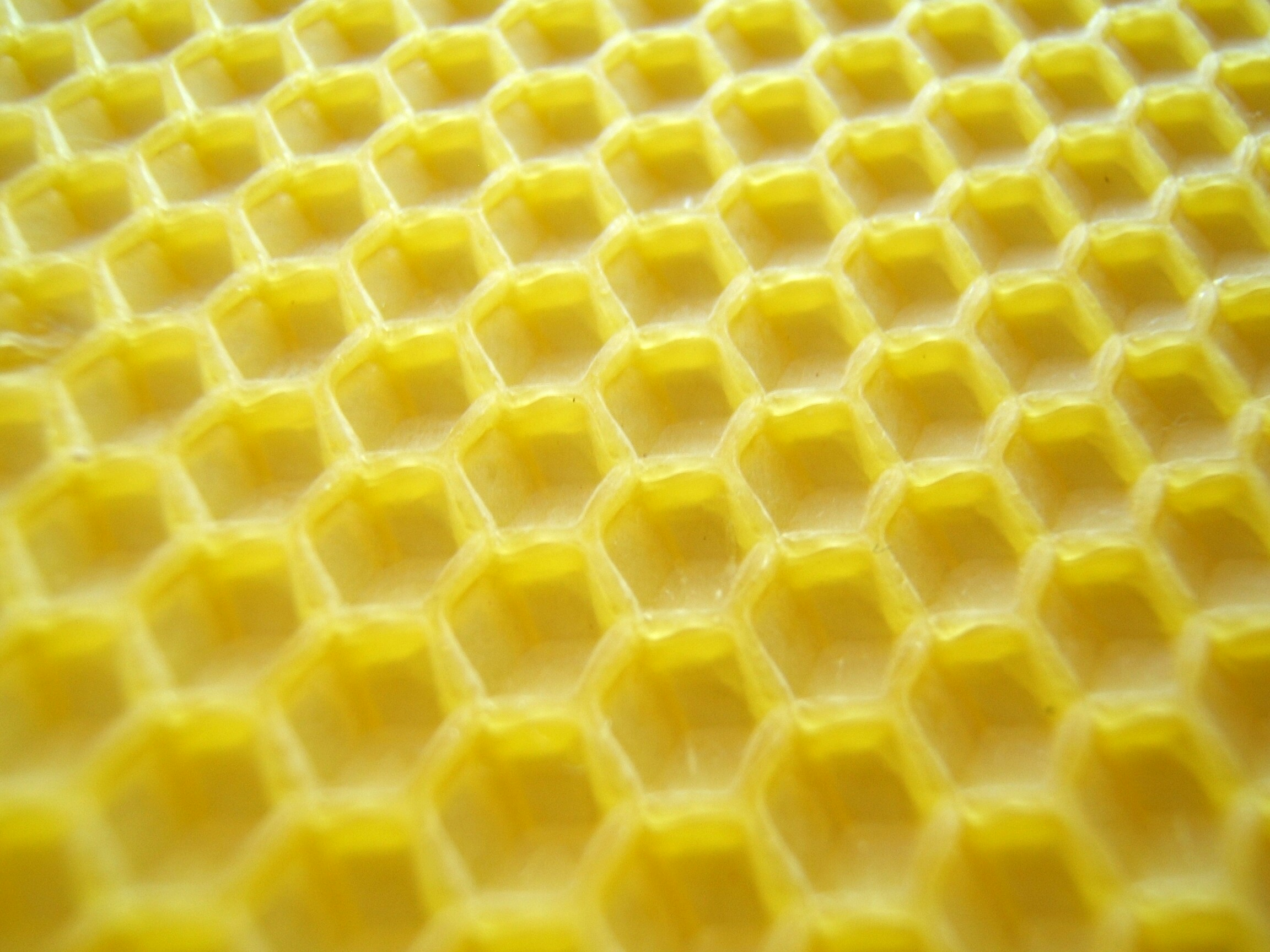
Ark av bivax med maskinpressat, grunt mönster som underlättar för bina att bygga sina celler. Diametern på cellerna varierar kring 5 mm beroende på vad biodlaren vill att bina skall producera i celler. Till exempel leder en trång cell till att bilarver utvecklas till arbetande honbin medan större celler främjar icke-arbetande hanbin, sk. drönare.

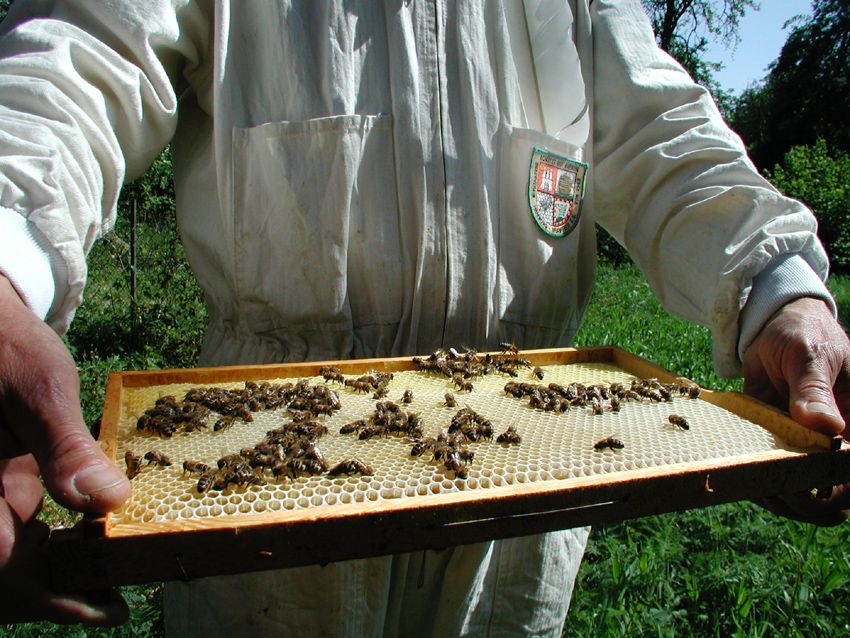
Vaxkaka uppbyggd av bin. Notera cellernas djup.

Bin skapar vaxet bivax i bikuporna. Vaxet framkommer alltså naturligt från bina. Det är i binas vaxkörtlar som vaxet framställs. Dessa körtlar utvecklas då biet är 12–18 dagar gammalt. Vaxkörtlarna sitter på undersidan av bakkroppen. Ett bi kan producera upp till åtta vaxfjäll per dag. För att producera ett kilo vax krävs cirka två miljoner vaxfjäll. För att bina skall kunna producera vax krävs energi. Bina behöver cirka åtta kilo honung för att producera ett kilo vax.

## Kemisk sammansättning

Palmitinsyramyricylester - en beståndsdel i bivax.

Bivax består av myricin (ca. 65 viktsprocent), en blandning av estrar av alkoholer med långa kolkedjor och karboxylsyror. Blandningen domineras av palmitinsyramyricylester C15H31–COO–C30H61, och innehåller därtill fri kerotinsyra C25H51–COOH, melissinsyra och liknande syror (12 %), mättade kolväten (ca. 14 %), alkoholer (ca. 1 %) och andra ämnen (såsom doftämnen som är specifika för biarten) (6 %). 

## Etymologi och terminologi
Bivaxets färg kan variera från vitt via gult till olivbrunt. Bivax har E-nummer E 901. Några latinska benämningar är Cera flava (gult vax), cera alba (vitt vax), cera citrina och cera dealbata. Ordet cerat härstammar från latinets cera, men det anses att det var grekerna som först började använda bivax i salvor och cerat.

## Utseende och egenskaper
Rent bivax är i rumstemperatur ett fast material som ger ett tvåligt men inte fett intryck. I kyla blir bivax hårdare och sprödare, vid kroppstemperatur mjuknar det. Brottytan är kornig och matt. Bivax förekommer i handeln i bitar, flingor och vaxkakemönstrade plattor. De vaxkakemönstrade plattorna säljs ofta i detaljhandeln med standardmått angivna, dvs. att plattans area följer ett av de standardiserade svenska rammåtten. Exempel på olika, i Sverige vanliga, rammått är Svea, Normal, Dadant och Lågnormal.
Under 1800-talet ansågs bivax ha en smälttemperatur på 64-65 grader Celsius. Idag räknar man med 61-65 grader Celsius och man antar att de olika temperaturerna kan bero på att bivax förr vanligen var förfalskat och utblandat med andra ämnen.
Oblekt bivax är gult till gulbrunt, men kan även vara rödaktigt. Äldre bitar kan bli gråaktiga. Oblekt bivax har en svag lukt och smak av honung. Blekt bivax är vitt och halvgenomskinligt, men kan också ha en svag gul ton. Det är hårdare än det oblekta vaxet och är smak- och luktlöst. Kemiskt blekt vax kan dock lukta av blekmedelsrester vid uppvärmning. Förr i tiden kunde bivax blekas i solljus, men dagens metoder blandar ofta bivaxet med blekmedel för att tona det mer vitt. Vid mitten av 1800-talet vägde 100 ml oblekt bivax ca 96 gram. Idag väger 100 ml 86-97 gram. Bivax är olösligt i vatten och i kall alkohol. I varm alkohol är det delvis lösligt och i kokande helt lösligt. Det är även lösligt i fett och olja.

## Rammått
Bivax gjuts eller valsas till ark i specifika storlekar beroende på vilket rammått som används. Arken används i Sverige och utomlands i samband med biodling. Biodlaren kan med hjälp av förtryckta ark av bivax hjälpa sina honungsbin på traven genom att visa var dessa skall bygga sina celler. Vaxarken (som även kallas mellanväggar) har sexkantiga förtryckta mönster som bina enkelt kan fortsätta att bygga fullständiga celler ovanpå. När bina byggt sina celler på de förtryckta arken kallas arken ibland för vaxkakor, annars säger man utbyggda ramar. De förtryckta cellerna som är kommersiellt gångbara i Sverige kan vara 4,9 mm, 5,1 mm eller 5,3 mm breda. Forskning och biodlares egna experiment har visat att cellstorleken påverkar vad bina använder den färdiga cellen till. Om cellerna är stora används de oftare till så kallade drönaryngel som föredras som fortplantningsceller för ett kvalster som heter Varroa destructor (släkt- och populärnamn Varroa). Förutom att biodlaren måste bestämma vilken cellstorlek bina ska förses bin med måste man också välja måtten på vaxkakan, det så kallade rammåttet. Det är möjligt att som biodlare själv bygga egna ramar och odla ett bisamhälle kring, men det vanligaste är att moderna biodlare håller sig till gemensamma nordiska standardmått. Standardmåttet som varje enskild biodlare väljer att hålla sig till beror på personliga önskningar och förutsättningar:
- Stora rammått ger tunga vaxkakor, speciellt på hösten när honungsramarna skall slungas ("skattas" på fackspråk).
- Tunga ramar kan vara problematiskt vid extensiv biodling eller om biodlaren tvingas göra tunga lyft eller har fysiska begränsningar för detta.
- De biodlare som delar på gemensam utrustning underlättar sitt arbete genom att använda sig av samma rammått.

## Historik

### Bivax i grekisk saga och myt
Grekerna använde bivax för att täta läckor på sina skepp. När Odysseus närmar sig sirenernas ö finns därför bivaxet nära till hands. Odysseus täpper till besättningens öron med bivax för att de inte ska bli galna av sirenernas sång. Ikaros far uppfinnaren Daidalos tillverkar ett par vingar som han fäster med snören och bivax på sonen Ikaros, men Ikaros flyger för nära solen så att vaxet smälter, vingarna lossnar och han faller i havet och drunknar.

### Mumifiering
Såväl honung som bivax användes under forntiden för mumifiering. Perser och skyter täckte de döda kropparna med bivax innan dessa begravdes.

### Rom
Omkring år 70 e.Kr. beskriver Plinius i Naturalis Historia att det blekta puniska vaxet är det bästa. Det oblekta från Pontus är det näst bästa. Vaxet från Kreta kom på tredje plats, men innehöll mycket propolis. Nummer fyra ansåg han vara vaxet från Korsika. Under antiken användes vax bland annat till vaxtavlor. I den antika världen förekom också ett slags voodoo där man tillverkade vaxfigurer av sina fiender och sedan förstörde dem. Vax betraktades som särskilt lämpligt för detta ändamål eftersom det ansågs särskilt förknippat med livet. Man tillverkade även varaktiga avbildningar av sina avlidna släktingar i vax.

### Norden
I Sverige finns det arkeologiska lämningar som tyder på att man utvunnit vax från vilda bisamhällen åtminstone sedan bronsåldern. Senare under medeltiden uppmuntrade kyrkan bruket att dricka mjöd eftersom det säkerställde att bönderna ägnade sig åt biodling och kunde leverera bivax. Under medeltiden blev det tradition att skörda honung och vax på Mosesdagen den 4 september. Efter reformationen minskade kyrkans behov av vax och Sverige började då exportera bivax.

### Katolska kyrkan
Inom den katolska kyrkan behövdes det stora mängder bivax, vilket gjorde att insamling från vildbin inte längre räckte till. Kyrkan tog ofta emot tionde i bivax men hade även egna biodlingar. När Mexiko erövrades av Spanien begärde spanjorerna skatt bland annat i vax. Långt in på 1900-talet fick ljus som skulle användas i katolska kyrkor inte innehålla något annat än bivax. Numera får även andra typer av vax användas; inom vissa givna ramar beroende på vad kyrkljusen ska användas till. Man ansåg att stumpar av kyrkljus hade magiska egenskaper och använde dessa inom folkmedicinen, till exempel för att smörja olika hudåkommor med. Man ägnade sig även åt spådom och tolkade in olika föreställningar beroende på hur ljuset brann och veken rörde sig. Kyrkan underblåste även denna folktro genom att beskriva vaxet som en symbol för den obefläckade avlelsen.  
Heliga Birgitta använde smält vax från vaxljus för att gissla sig själv. [källa behövs]

### Prisutvecklingen på bivax i Sverige
Under medeltiden var bivax relativt sett dyrare än i Sverige idag (2007). På 1460-talet kostade ett kilo bivax tio örtugar, vilket motsvarade priset för tre unga får. På 1570-talet kostade samma mängd bivax 14 öre, eller 4–5 får. I början av 1800-talet kostade ett kilo vaxljus, (det vill säga bearbetat bivax) 99 skilling riksgälds, vilket var priset för 80 ägg. 2007 kostade ett kilo bivax för konsument från 150-250 kr, vilket motsvarade mellan ett och två kilo fårkött.

### Keromanti
Konsten att spå i vax kallas keromanti och går till på samma sätt som när man spår i tenn eller äggvita, men att spå i vax är den ursprungliga metoden. Smält vax hälls i kallt vatten och av de former som bildas försöker man tolka ut magiska symboler och budskap.

## Framställning
Se även biodling

### Utvinning
I moderna bikupor innehåller en ram mellan 80 och 100 gram bivax. Efter att honungen avlägsnats genom slungning finns det olika metoder för att utvinna bivaxet. Endera kokar odlaren själv ramarna i vatten så att vaxet smälter och lägger sig på ytan medan föroreningar och skräp sjunker till botten. En del odlare smälter ut vaxet i särskilda ugnar. Eller så skickas ramarna till ett renseri för rengöring och man får tillbaka rena ramar samt samma mängd vax som ramarna beräknas ha innehållit, men detta innebär att odlaren kan få vax från odlare som använder bekämpningsmedel, vilket är impopulärt hos många odlare.

### Rening
Enligt Plinius renade man bivax i Rom på följande sätt: Vaxkakorna tvättas och får sedan stå och torka i mörker i tre dagar. Sedan smälts vaxkakorna i vatten och silas, varpå de kokas ännu en gång i samma vatten. Slutligen läggs vaxet i ett kärl insmort med honung och man häller kallt vatten över det. En enklare metod för att rena bivax är att smälta det i vattenbad och sedan sila det genom en duk. Numera smälter man vaxet i en ugn och silar det innan man häller upp det i formar och låter det stelna. 

### Blekning
Det finns flera metoder för att bleka bivax. Dioskorides beskriver att gult vax kokas i havsvatten med soda och sedan bleks i solen. Plinius beskriver hur vax smälts i varmt vatten och sedan kyls av i en kall sodalösning. En metod som använts åtminstone sedan 1800-talet är denna: man gör tunna band av det smälta bivaxet och låter dessa ligga i solljus några veckor. Dessa band ska vändas och hållas fuktiga. Efter några veckor är de vita och nästan luktlösa. Då smälter man om dem och upprepar proceduren. Den sista reningen utförs genom att smälta vaxet i hett vatten vari man har tillsatt svavelsyra. Den numera vanliga metoden är att bleka vaxet endera med svavelsyra eller väteperoxid.

### Exempel på användningsområden
- När honungsramar processas i en slunga, utvinns honung (cirka 99 %) och bivax (cirka 1 %). Förr var det vanligt förekommande med bivax i ljus och tillsammans med linolja (ibland även trätjära) som impregnering i oljerockar, tältdukar, presenningar mm. Bivax kan också förekomma i olika slags salvor och även i konfektyr och livsmedel som ytbehandlingsmedel och har E-nummer E 901.
- Bonvax
- Om man tillsätter färgpigment till smält bivax, får man vaxkritor.
- En blandning av 25 —  30 % vax och resten olivolja (eller annan olja) ger efter omrörning, då blandningen kallnat, ett cerat.
- En blandning av 10 % vax och resten olja ger en len salva
- Bivax tillsatt en liten mängd matolja och karamellfärger ger läppstift.
- En blandning av svart pigment, terpentin och vax ger en mycket vattenavstötande skokräm.
- Kallvaxad polyestertråd ger en bra tandtråd.
- Smält bivax används för att låsa trimkärnor i induktansspolar, som används inom radiotekniken.
- Bivax fungerar utmärkt som skydd för en förlorad nagel, till dess en ny nagel växt ut.
- Vaxat lingarn används vid ihopsyning av kabelstammar i elektrisk utrustning.
- Vaxad textiltråd vid skinnarbeten gör sömmarna vattentäta.
- Som ingrediens i bivaxsalva är det ett naturläkemedel.